# 湾曼岛
湾曼岛是马来西亚登嘉楼州的一座岛屿。它位于登嘉楼州大陆的东海岸，瓜拉登嘉楼的边界，登嘉楼河和南海交汇处。
2008年2月开放的马来西亚伊斯兰遗产公园就位于该岛。伊斯兰遗产公园包括沿岛东北岸的水晶清真寺，以及世界各地各种标志性建筑的比例复制品，例如印度的泰姬陵和耶路撒冷的圆顶清真寺。
在建造伊斯兰遗产公园之前，湾曼岛没有人类居住，它是爬行动物的家园，有棕榈林和茂密的灌木丛。该岛面积33公顷。